# Saison 2020 de la WTA
Cet article traite de la saison 2020 de tennis féminin. Pour la saison masculine, voir Saison 2020 de l'ATP.
Pour un article plus général, voir 2020 en tennis.
Vainqueurs des tournois majeurs
Cette page rassemble les résultats de la saison 2020 de tennis féminin ou WTA Tour 2020 qui est constituée de 27 tournois répartis de la façon suivante :
- 24 sont organisés par la WTA :
  - les tournois WTA Premier : 3 tournois Premier 5 et 5 tournois Premier ;
  - les tournois WTA International, au nombre de 13 ;
  - les tournois WTA 125, au nombre de 3 ;
  - le Masters ou WTA Tour Finals et le WTA Elite Trophy qui devaient regrouper les meilleures joueuses de la saison sont annulés en raison de l'impact de la pandémie de Covid-19 en Chine et sur l'ensemble de la saison sportive.
- 3 tournois du Grand Chelem.

À ces compétitions individuelles s'ajoute 1 compétition par équipes nationales organisées par l'ITF : la Fed Cup.
Bianca Andreescu, Victoria Azarenka, Ashleigh Barty, Kim Clijsters, Simona Halep, Sofia Kenin, Angelique Kerber, Svetlana Kuznetsova, Petra Kvitová, Garbiñe Muguruza, Naomi Osaka, Jeļena Ostapenko, Maria Sharapova, Sloane Stephens, Samantha Stosur, Caroline Wozniacki, Serena Williams et Venus Williams sont les joueuses en activité qui ont remporté un tournoi du Grand Chelem.

## Nouveautés 2020
- La création de l'ATP Cup oblige la WTA à revoir son calendrier de début de saison : suppression de la Hopman Cup[1] et création d'un tournoi à Adélaïde classé en Premier (en remplacement du tournoi de Sydney)[2].
- Le tournoi de Birmingham cède sa licence Premier au tournoi de Berlin mais se voit reclassé en International pour pallier la disparition du tournoi de Majorque[2].
- Un tournoi International est créé à Bad Hombourg en remplacement du tournoi de Nuremberg, cette fois-ci sur gazon[2].
- Deux tournoi sont créés à Lyon et à Albany, en remplacement des tournois de Tachkent (rétrogradé en WTA 125) et du tournoi du Bronx, créé en 2019[2].
- Plusieurs tournois déjà existants changent de semaines : Saint-Pétersbourg, Hua Hin (décalés en février), Monterrey (d'avril à mars), Rabat (d'avril à mai), New Haven (de septembre à juillet), Taipei (de novembre à octobre)[2].
- Le tournoi de Lugano disparaît du calendrier après seulement 3 éditions.
- Le tournoi de Budapest qui devait être déplacé à Debrecen est annulé pour cause de malentendu entre la WTA et les organisateurs[3].
- Un nouveau tournoi WTA 125 est créé à Varsovie sur terre battue en septembre.

## Faits marquants
- Les tournois WTA 125 de Xi'an et d'Anning[4] ainsi que le tournoi Premier d'Indian Wells[5] sont annulés à cause de l'épidémie de coronavirus.
- Le 12 mars, sont aussi annulés les tournois de Zapopan et de Bogota[6] puis dans la foulée, les tournois Premier de Miami[7] et de Charleston[8].
- Le 16 mars, la WTA annonce que les tournois de Stuttgart, Istanbul et de Prague sont à leur tour annulés[9].
- Le 17 mars, la direction de Roland-Garros annonce que le tournoi ne se déroulera pas au printemps mais du 20 septembre au 4 octobre 2020, toujours en raison de l'épidémie de coronavirus[10].
- Le 18 mars, la WTA et l'ATP et l'ITF prolongent la suspension des compétitions jusqu'au 7 juin[11], ce qui implique l'annulation des tournois Premier de Rome et de Madrid, des tournois International de Rabat et de Strasbourg et du tournoi WTA 125 de Bol. C'est donc toute la saison sur terre battue qui est supprimée à cause de la pandémie de COVID-19.
- Les Jeux olympiques de Tokyo sont repoussés à 2021[12].
- Le 1er avril, l'organisation de Wimbledon annonce son annulation[13]. À la suite de cette annonce, la WTA et l'ATP annoncent la suspension des circuits jusqu'au 13 juillet soit pour toute la saison sur herbe[14].
- Le 11 avril, le tournoi de Montréal est annulé, vingt-quatre heures après l'annonce de son report initial[15].
- Le 16 mai, les tournois de Bucarest, de Lausanne, de Jurmala, de Palerme, de Karlsruhe et de New Haven sont annulés par la WTA[16].
- Le 17 juin, la WTA dévoile un nouveau calendrier provisoire de reprise après 5 mois d'arrêt des compétitions[17].
- Fin juillet, la WTA annonce l'annulation des tournois asiatiques de Taïwan, Pékin, Wuhan, Nanchang, Zhengzhou, Guangzhou et Tokyo ainsi que du WTA Elite Trophy et des WTA Finals qui se déroulent en Chine.

## Classements

### Évolution du top 10
| Rang | Évolution         | Nom   | Points |
| ---- | ----------------- | ----- | ------ |
| 1    | Ashleigh Barty    | 7 851 |        |
| 2    | Karolína Plíšková | 5 940 |        |
| 3    | Naomi Osaka       | 5 496 |        |
| 4    | Simona Halep      | 5 462 |        |
| 5    | Bianca Andreescu  | 5 133 |        |
| 6    | Elina Svitolina   | 5 075 |        |
| 7    | Petra Kvitová     | 4 776 |        |
| 8    | Belinda Bencic    | 4 685 |        |
| 9    | Kiki Bertens      | 4 245 |        |
| 10   | Serena Williams   | 3 935 |        |

| Rang | Évolution           | Nom   | Points |
| ---- | ------------------- | ----- | ------ |
| 1    | Barbora Strýcová    | 7 170 |        |
| 2    | Kristina Mladenovic | 6 990 |        |
| 3    | Tímea Babos         | 6 965 |        |
| 4    | Hsieh Su-wei        | 6 705 |        |
| 5    | Aryna Sabalenka     | 6 655 |        |
| 6    | Elise Mertens       | 6 615 |        |
| 7    | Kateřina Siniaková  | 4 955 |        |
| 8    | Gabriela Dabrowski  | 4 950 |        |
| 8    | Xu Yifan            | 4 950 |        |
| 10   | Zhang Shuai         | 4 705 |        |

| Rang | Évolution       | Nom               | Points |
| ---- | --------------- | ----------------- | ------ |
| 1    | en stagnation   | Ashleigh Barty    | 8 717  |
| 2    | en augmentation | Simona Halep      | 7 255  |
| 3    | en stagnation   | Naomi Osaka       | 5 780  |
| 4    | en augmentation | Sofia Kenin       | 5 760  |
| 5    | en augmentation | Elina Svitolina   | 5 260  |
| 6    | en diminution   | Karolína Plíšková | 5 205  |
| 7    | en diminution   | Bianca Andreescu  | 4 555  |
| 8    | en diminution   | Petra Kvitová     | 4 516  |
| 9    | en stagnation   | Kiki Bertens      | 4 505  |
| 10   | en augmentation | Aryna Sabalenka   | 3 935  |

| Rang | Évolution       | Nom                 | Points |
| ---- | --------------- | ------------------- | ------ |
| 1    | en augmentation | Hsieh Su-wei        | 9 010  |
| 2    | en diminution   | Barbora Strýcová    | 8 944  |
| 3    | en diminution   | Kristina Mladenovic | 8 115  |
| 4    | en diminution   | Tímea Babos         | 7 955  |
| 5    | en stagnation   | Aryna Sabalenka     | 7 575  |
| 6    | en stagnation   | Elise Mertens       | 7 490  |
| 7    | en augmentation | Barbora Krejčíková  | 5 955  |
| 8    | en diminution   | Kateřina Siniaková  | 5 865  |
| 9    | en diminution   | Xu Yifan            | 5 820  |
| 10   | en diminution   | Gabriela Dabrowski  | 5 675  |

### Résultat des gains en tournoi
| #  | Joueuse           | Pays        | Simple      | Double    | Mixte   | Total       |
| -- | ----------------- | ----------- | ----------- | --------- | ------- | ----------- |
| 1  | Sofia Kenin       | États-Unis  | 4 187 581 $ | 115 389 $ | —       | 4 302 970 $ |
| 2  | Naomi Osaka       | Japon       | 3 352 755 $ | —         | —       | 3 352 755 $ |
| 3  | Iga Świątek       | Pologne     | 2 179 271 $ | 73 626 $  | 8 316 $ | 2 261 213 $ |
| 4  | Victoria Azarenka | Biélorussie | 1 959 453 $ | 32 330 $  | —       | 1 991 783 $ |
| 5  | Garbiñe Muguruza  | Espagne     | 1 942 072 $ | —         | —       | 1 942 072 $ |
| 6  | Simona Halep      | Roumanie    | 1 928 119 $ | 9 771 $   | —       | 1 937 890 $ |
| 7  | Petra Kvitová     | Tchéquie    | 1 505 967 $ | 6 550 $   | —       | 1 505 967 $ |
| 8  | Jennifer Brady    | États-Unis  | 1 245 741 $ | 74 215 $  | —       | 1 319 956 $ |
| 9  | Aryna Sabalenka   | Biélorussie | 1 112 700 $ | 126 984 $ | —       | 1 239 684 $ |
| 10 | Elise Mertens     | Belgique    | 999 904 $   | 123 654 $ | —       | 1 123 558 $ |

Source : Classement des gains en tournoi sur le site tennis365.

## Palmarès
| Grand Chelem              |
| WTA Finals                |
| WTA Elite Trophy          |
| Tournoi WTA Premier       |
| Tournoi WTA International |
| Tournoi WTA 125           |

### Simple
| No                                                                                   | Date       | Nom et lieu du tournoi                                 | Catégorie | Dotation     | Surface      | Vainqueure            | Finaliste              | Score          | [ 21 ]  |
| ------------------------------------------------------------------------------------ | ---------- | ------------------------------------------------------ | --------- | ------------ | ------------ | --------------------- | ---------------------- | -------------- | ------- |
| 1                                                                                    | 04/01/2020 | Shenzhen Open, Shenzhen                                | Intern'l  | 651 750 $    | Dur (ext.)   | Ekaterina Alexandrova | Elena Rybakina         | 6-2, 6-4       | Tableau |
| 2                                                                                    | 06/01/2020 | Brisbane International, Brisbane                       | Premier   | 1 434 900 $  | Dur (ext.)   | Karolína Plíšková     | Madison Keys           | 6-4, 4-6, 7-5  | Tableau |
| 3                                                                                    | 06/01/2020 | ASB Classic, Auckland                                  | Intern'l  | 251 750 $    | Dur (ext.)   | Serena Williams       | Jessica Pegula         | 6-3, 6-4       | Tableau |
| 4                                                                                    | 13/01/2020 | Adelaide International, Adélaïde                       | Premier   | 785 900 $    | Dur (ext.)   | Ashleigh Barty        | Dayana Yastremska      | 6-2, 7-5       | Tableau |
| 5                                                                                    | 13/01/2020 | Hobart International, Hobart                           | Intern'l  | 251 750 $    | Dur (ext.)   | Elena Rybakina        | Zhang Shuai            | 7-67, 6-3      | Tableau |
| 6                                                                                    | 20/01/2020 | Australian Open, Melbourne                             | G. Chelem | 25 501 000 $ | Dur (ext.)   | Sofia Kenin           | Garbiñe Muguruza       | 4-6, 6-2, 6-2  | Tableau |
| 7                                                                                    | 27/01/2020 | Oracle Challenger Series, Newport Beach                | WTA 125   | 162 480 $    | Dur (ext.)   | Madison Brengle       | Stefanie Vögele        | 6-1, 3-6, 6-2  | Tableau |
| 8                                                                                    | 10/02/2020 | St. Petersburg Ladies Trophy, Saint-Pétersbourg        | Premier   | 782 900 $    | Dur (int.)   | Kiki Bertens          | Elena Rybakina         | 6-1, 6-3       | Tableau |
| 9                                                                                    | 10/02/2020 | GSB Thailand Open presented by E@, Hua Hin             | Intern'l  | 251 750 $    | Dur (ext.)   | Magda Linette         | Leonie Küng            | 6-3, 6-2       | Tableau |
| 10                                                                                   | 17/02/2020 | Dubaï Duty Free Tennis Championships, Dubaï            | Premier   | 2 529 740 $  | Dur (ext.)   | Simona Halep          | Elena Rybakina         | 3-6, 6-3, 7-65 | Tableau |
| 11                                                                                   | 23/02/2020 | Qatar Total Open 2020, Doha                            | Premier 5 | 2 939 695 $  | Dur (ext.)   | Aryna Sabalenka       | Petra Kvitová          | 6-3, 6-3       | Tableau |
| 12                                                                                   | 24/02/2020 | Abierto Mexicano TELCEL presantado por HSBC, Acapulco  | Intern'l  | 251 750 $    | Dur (ext.)   | Heather Watson        | Leylah Fernandez       | 6-4, 68-7, 6-1 | Tableau |
| 13                                                                                   | 02/03/2020 | Oracle Challenger Series, Indian Wells                 | WTA 125   | 162 480 $    | Dur (ext.)   | Irina-Camelia Begu    | Misaki Doi             | 6-3, 6-3       | Tableau |
| 14                                                                                   | 02/03/2020 | Open 6e sens, Lyon                                     | Intern'l  | 251 750 $    | Dur (int.)   | Sofia Kenin           | Anna-Lena Friedsam     | 6-2, 4-6, 6-4  | Tableau |
| 15                                                                                   | 02/03/2020 | Abierto GNP Seguros, Monterrey                         | Intern'l  | 251 750 $    | Dur (ext.)   | Elina Svitolina       | Marie Bouzková         | 7-5, 4-6, 6-4  | Tableau |
| Du 9 mars au 2 août, le WTA Tour est suspendu à cause de la pandémie à coronavirus,. |            |                                                        |           |              |              |                       |                        |                |         |
| 16                                                                                   | 03/08/2020 | 31° Palermo Ladies Open, Palerme                       | Intern'l  | 163 103 € $  | Terre (ext.) | Fiona Ferro           | Anett Kontaveit        | 6-2, 7-5       | Tableau |
| 17                                                                                   | 10/08/2020 | J&T Banka Prague Open, Prague                          | Intern'l  | 202 250 $    | Terre (ext.) | Simona Halep          | Elise Mertens          | 6-2, 7-5       | Tableau |
| 18                                                                                   | 10/08/2020 | The Top Seed Open by Bluegrass Orthopaedics, Lexington | Intern'l  | 202 250 $    | Dur (ext.)   | Jennifer Brady        | Jil Teichmann          | 6-3, 6-4       | Tableau |
| 19                                                                                   | 21/08/2020 | Western & Southern Open, New York                      | Premier 5 | 1 950 079 $  | Dur (ext.)   | Victoria Azarenka     | Naomi Osaka            | Forfait        | Tableau |
| 20                                                                                   | 29/08/2020 | Prague Open, Prague                                    | WTA 125   | 3 125 000 $  | Terre (ext.) | Kristína Kučová       | Elisabetta Cocciaretto | 6-4, 6-3       | Tableau |
| 21                                                                                   | 31/08/2020 | US Open, Flushing Meadows                              | G. Chelem | 19 512 000 $ | Dur (ext.)   | Naomi Osaka           | Victoria Azarenka      | 1-6, 6-3, 6-3  | Tableau |
| 22                                                                                   | 07/09/2020 | TEB BNP Paribas Istanbul Open, Istanbul                | Intern'l  | 202 250 $    | Terre (ext.) | Patricia Maria Țig    | Eugenie Bouchard       | 2-6, 6-1, 64-7 | Tableau |
| 23                                                                                   | 14/09/2020 | Internazionali BNL d'Italia, Rome                      | Premier 5 | 2 098 290 $  | Terre (ext.) | Simona Halep          | Karolína Plíšková      | 6-0, 2-1 ab.   | Tableau |
| 24                                                                                   | 21/09/2020 | Internationaux de Strasbourg, Strasbourg               | Intern'l  | 202 250 $    | Terre (ext.) | Elina Svitolina       | Elena Rybakina         | 6-4, 1-6, 6-2  | Tableau |
| 25                                                                                   | 27/09/2020 | Roland-Garros, Paris                                   | G. Chelem | € $          | Terre (ext.) | Iga Świątek           | Sofia Kenin            | 6-4, 6-1       | Tableau |
| 26                                                                                   | 19/10/2020 | J&T Banka Ostrava Open, Ostrava                        | Premier   | 528 500 $    | Dur (int.)   | Aryna Sabalenka       | Victoria Azarenka      | 6-2, 6-2       | Tableau |
| 27                                                                                   | 09/11/2020 | Upper Austria Ladies Linz, Linz                        | Intern'l  | 202 250 $    | Dur (int.)   | Aryna Sabalenka       | Elise Mertens          | 7-5, 6-2       | Tableau |

### Double
| No                                                                                      | Date       | Nom et lieu du tournoi                                | Catégorie | Dotation        | Surface      | Vainqueures                           | Finalistes                                | Score             | [ 21 ]  |
| --------------------------------------------------------------------------------------- | ---------- | ----------------------------------------------------- | --------- | --------------- | ------------ | ------------------------------------- | ----------------------------------------- | ----------------- | ------- |
| 1                                                                                       | 04/01/2020 | Shenzhen Open Shenzhen                                | Intern'l  | 651 750 $       | Dur (ext.)   | Barbora Krejčíková Kateřina Siniaková | Duan Ying-Ying Zheng Saisai               | 6-2, 3-6, [10-4]  | Tableau |
| 2                                                                                       | 06/01/2020 | Brisbane International Brisbane                       | Premier   | 1 434 900 $     | Dur (ext.)   | Hsieh Su-wei Barbora Strýcová         | Ashleigh Barty Kiki Bertens               | 3-6, 7-67, [10-8] | Tableau |
| 3                                                                                       | 06/01/2020 | ASB Classic Auckland                                  | Intern'l  | 251 750 $       | Dur (ext.)   | Asia Muhammad Taylor Townsend         | Serena Williams Caroline Wozniacki        | 6-4, 6-4          | Tableau |
| 4                                                                                       | 13/01/2020 | Adelaide International Adélaïde                       | Premier   | 785 900 $       | Dur (ext.)   | Nicole Melichar Xu Yifan              | Gabriela Dabrowski Darija Jurak           | 2-6, 7-5, [10-5]  | Tableau |
| 5                                                                                       | 13/01/2020 | Hobart International Hobart                           | Intern'l  | 251 750 $       | Dur (ext.)   | Nadiia Kichenok Sania Mirza           | Peng Shuai Zhang Shuai                    | 6-4, 6-4          | Tableau |
| 6                                                                                       | 20/01/2020 | Australian Open Melbourne                             | G. Chelem | 3 884 000 AU$ $ | Dur (ext.)   | Tímea Babos Kristina Mladenovic       | Hsieh Su-wei Barbora Strýcová             | 6-2, 6-1          | Tableau |
| 7                                                                                       | 27/01/2020 | Oracle Challenger Series Newport Beach                | WTA 125   | 162 480 $       | Dur (ext.)   | Hayley Carter Luisa Stefani           | Marie Benoît Jessika Ponchet              | 6-1, 6-3          | Tableau |
| 8                                                                                       | 10/02/2020 | St. Petersburg Ladies Trophy Saint-Pétersbourg        | Premier   | 782 900 $       | Dur (int.)   | Shuko Aoyama Ena Shibahara            | Kaitlyn Christian Alexa Guarachi          | 4-6, 6-0, [10-3]  | Tableau |
| 9                                                                                       | 10/02/2020 | GSB Thailand Open presented by E@ Hua Hin             | Intern'l  | 251 750 $       | Dur (ext.)   | Arina Rodionova Storm Sanders         | Barbara Haas Ellen Perez                  | 6-3, 6-3          | Tableau |
| 10                                                                                      | 17/02/2020 | Dubaï Duty Free Tennis Championships Dubaï            | Premier   | 2 529 740 $     | Dur (ext.)   | Hsieh Su-wei Barbora Strýcová         | Barbora Krejčíková Zheng Saisai           | 7-5, 3-6, [10-5]  | Tableau |
| 11                                                                                      | 23/02/2020 | Qatar Total Open 2020 Doha                            | Premier 5 | 2 939 695 $     | Dur (ext.)   | Hsieh Su-wei Barbora Strýcová         | Gabriela Dabrowski Jeļena Ostapenko       | 6-2, 5-7, [10-2]  | Tableau |
| 12                                                                                      | 24/02/2020 | Abierto Mexicano TELCEL presantado por HSBC Acapulco  | Intern'l  | 251 750 $       | Dur (ext.)   | Desirae Krawczyk Giuliana Olmos       | Kateryna Bondarenko Sharon Fichman        | 6-3, 7-65         | Tableau |
| 13                                                                                      | 02/03/2020 | Oracle Challenger Series Indian Wells                 | WTA 125   | 162 480 $       | Dur (ext.)   | Asia Muhammad Taylor Townsend         | Catherine McNally Jessica Pegula          | 6-4, 6-4          | Tableau |
| 14                                                                                      | 02/03/2020 | Open 6e Sens Lyon                                     | Intern'l  | 251 750 $       | Dur (int.)   | Laura Ioana Paar Julia Wachaczyk      | Lesley Pattinama Kerkhove Bibiane Schoofs | 7-5, 6-4          | Tableau |
| 15                                                                                      | 02/03/2019 | Abierto GNP Seguros Monterrey                         | Intern'l  | 251 750 $       | Dur (ext.)   | Kateryna Bondarenko Sharon Fichman    | Miyu Kato Wang Yafan                      | 4-6, 6-3, [10-7]  | Tableau |
| Du 9 mars au 13 juillet, le WTA Tour est suspendu à cause de la pandémie à coronavirus, |            |                                                       |           |                 |              |                                       |                                           |                   |         |
| 16                                                                                      | 03/08/2020 | 31° Palermo Ladies Open Palerme                       | Intern'l  | 163 103 € $     | Terre (ext.) | Arantxa Rus Tamara Zidanšek           | Elisabetta Cocciaretto Martina Trevisan   | 7-5, 7-5          | Tableau |
| 17                                                                                      | 10/08/2020 | J&T Banka Prague Open Prague                          | Intern'l  | 202 250 $       | Terre (ext.) | Lucie Hradecká Kristýna Plíšková      | Monica Niculescu Raluca Olaru             | 6-2, 6-2          | Tableau |
| 18                                                                                      | 10/08/2020 | The Top Seed Open by Bluegrass Orthopaedics Lexington | Intern'l  | 202 250 $       | Dur (ext.)   | Hayley Carter Luisa Stefani           | Marie Bouzková Jil Teichmann              | 6-1, 7-5          | Tableau |
| 19                                                                                      | 21/08/2020 | Western & Southern Open New York                      | Premier 5 | 1 950 079 $     | Dur (ext.)   | Květa Peschke Demi Schuurs            | Nicole Melichar Xu Yifan                  | 6-1, 4-6, [10-4]  | Tableau |
| 20                                                                                      | 29/08/2020 | Prague Open Prague                                    | WTA 125   | 3 125 000 $     | Terre (ext.) | Lidziya Marozava Andreea Mitu         | Giulia Gatto-Monticone Nadia Podoroska    | 6-4, 6-4          | Tableau |
| 21                                                                                      | 31/08/2020 | US Open Flushing Meadows                              | G. Chelem | 2 144 000 $     | Dur (ext.)   | Laura Siegemund Vera Zvonareva        | Nicole Melichar Xu Yifan                  | 6-4, 6-4          | Tableau |
| 22                                                                                      | 07/09/2020 | TEB BNP Paribas Istanbul Open Istanbul                | Intern'l  | 202 250 $       | Terre (ext.) | Alexa Guarachi Desirae Krawczyk       | Ellen Perez Storm Sanders                 | 6-1, 6-3          | Tableau |
| 23                                                                                      | 14/09/2020 | Internazionali BNL d'Italia Rome                      | Premier 5 | 2 098 290 $     | Terre (ext.) | Hsieh Su-wei Barbora Strýcová         | Anna-Lena Friedsam Raluca Olaru           | 6-2, 6-2          | Tableau |
| 24                                                                                      | 21/09/2020 | Internationaux de Strasbourg Strasbourg               | Intern'l  | 202 250 $       | Terre (ext.) | Nicole Melichar Demi Schuurs          | Hayley Carter Luisa Stefani               | 6-4, 6-3          | Tableau |
| 25                                                                                      | 27/09/2020 | Roland-Garros Paris                                   | G. Chelem | € $             | Terre (ext.) | Tímea Babos Kristina Mladenovic       | Alexa Guarachi Desirae Krawczyk           | 6-4, 7-5          | Tableau |
| 26                                                                                      | 19/10/2020 | J&T Banka Ostrava Open Ostrava                        | Premier   | 528 500 $       | Dur (int.)   | Elise Mertens Aryna Sabalenka         | Gabriela Dabrowski Luisa Stefani          | 6-1, 6-3          | Tableau |
| 27                                                                                      | 09/11/2020 | Upper Austria Ladies Linz Linz                        | Intern'l  | 202 250 $       | Dur (int.)   | Arantxa Rus Tamara Zidanšek           | Lucie Hradecká Kateřina Siniaková         | 6-3, 6-4          | Tableau |

### Double mixte
| No | Date       | Nom et lieu du tournoi    | Catégorie | Dotation      | Surface    | Vainqueures                      | Finalistes                         | Score            |         |
| -- | ---------- | ------------------------- | --------- | ------------- | ---------- | -------------------------------- | ---------------------------------- | ---------------- | ------- |
| 1  | 20/01/2020 | Australian Open Melbourne | G. Chelem | 682 000 AU$ $ | Dur (ext.) | Barbora Krejčíková Nikola Mektić | Bethanie Mattek-Sands Jamie Murray | 5-7, 6-4, [10-1] | Tableau |

## Coupe Billie Jean King
En raison de la pandémie de Covid-19, cette édition se dispute sur 2 ans. La compétition était encore nommée Fed Cup lors des qualifications en 2020 et se voit renommer Coupe Billie Jean King entre les phases qualificative et finale.
Les différents groupes mondiaux sont regroupés en un seul groupe mondial, organisé en 2 temps : une phase de qualifications début février 2020 et une phase finale en avril 2020 (reportée in fine à novembre 2021.
La phase finale s'est donc déroulée du 1er novembre 2021 au 6 novembre 2021.

## Informations statistiques

### En simple

#### Joueuses titrées
| Joueuse               | Nombre | Titres                 | GC | Premier5 | Premier | Intern. | 125 |
| --------------------- | ------ | ---------------------- | -- | -------- | ------- | ------- | --- |
| Simona Halep          | 3      | Dubaï, Prague I, Rome  |    | 1        | 1       | 1       |     |
| Aryna Sabalenka       | 3      | Doha, Ostrava, Linz    |    | 1        | 1       | 1       |     |
| Sofia Kenin           | 2      | Open d'Australie, Lyon | 1  |          |         | 1       |     |
| Elina Svitolina       | 2      | Monterrey, Strasbourg  |    |          |         | 2       |     |
| Naomi Osaka           | 1      | US Open                | 1  |          |         |         |     |
| Iga Świątek           | 1      | Roland-Garros          | 1  |          |         |         |     |
| Victoria Azarenka     | 1      | Cincinnati             |    | 1        |         |         |     |
| Ashleigh Barty        | 1      | Adélaïde               |    |          | 1       |         |     |
| Kiki Bertens          | 1      | Saint-Pétersbourg      |    |          | 1       |         |     |
| Karolína Plíšková     | 1      | Brisbane               |    |          | 1       |         |     |
| Ekaterina Alexandrova | 1      | Shenzhen               |    |          |         | 1       |     |
| Jennifer Brady        | 1      | Lexington              |    |          |         | 1       |     |
| Fiona Ferro           | 1      | Palerme                |    |          |         | 1       |     |
| Magda Linette         | 1      | Hua Hin                |    |          |         | 1       |     |
| Elena Rybakina        | 1      | Hobart                 |    |          |         | 1       |     |
| Patricia Maria Țig    | 1      | Istanbul               |    |          |         | 1       |     |
| Heather Watson        | 1      | Acapulco               |    |          |         | 1       |     |
| Serena Williams       | 1      | Auckland               |    |          |         | 1       |     |
| Irina-Camelia Begu    | 1      | Indian Wells 125       |    |          |         |         | 1   |
| Madison Brengle       | 1      | Newport Beach          |    |          |         |         | 1   |
| Kristína Kučová       | 1      | Prague II              |    |          |         |         | 1   |
| Total                 | 27     |                        | 3  | 3        | 5       | 13      | 3   |

#### Premiers titres en carrière
| Joueuse         | Début de carrière | Premier tournoi |
| --------------- | ----------------- | --------------- |
| Jennifer Brady  | 2013              | Lexington       |
| Madison Brengle | 2007              | Newport Beach   |
| Kristína Kučová | 2007              | Prague II       |
| Iga Świątek     | 2018              | Roland-Garros   |

#### Titres par surface et par nation
| Pays               | Total | Nombre par surface | Nombre par surface | Nombre par surface | Titre(s)                                                   |
| Pays               | Total | Dur                | Terre              | Gazon              | Titre(s)                                                   |
| ------------------ | ----- | ------------------ | ------------------ | ------------------ | ---------------------------------------------------------- |
| États-Unis         | 5     | 5                  | 0                  | 0                  | Auckland, Open d'Australie, Newport Beach, Lyon, Lexington |
| Roumanie           | 5     | 2                  | 3                  | 0                  | Dubaï, Indian Wells 125, Prague I, Istanbul, Rome          |
| Biélorussie        | 4     | 4                  | 0                  | 0                  | Doha, Cincinnati, Ostrava, Linz                            |
| Pologne            | 2     | 1                  | 1                  | 0                  | Hua Hin, Roland-Garros                                     |
| Ukraine            | 2     | 1                  | 1                  | 0                  | Monterrey, Strasbourg                                      |
| Australie          | 1     | 1                  | 0                  | 0                  | Adélaïde                                                   |
| France             | 1     | 0                  | 1                  | 0                  | Palerme                                                    |
| Japon              | 1     | 1                  | 0                  | 0                  | US Open                                                    |
| Kazakhstan         | 1     | 1                  | 0                  | 0                  | Hobart                                                     |
| Pays-Bas           | 1     | 1                  | 0                  | 0                  | Saint-Pétersbourg                                          |
| République tchèque | 1     | 1                  | 0                  | 0                  | Brisbane                                                   |
| Royaume-Uni        | 1     | 1                  | 0                  | 0                  | Acapulco                                                   |
| Russie             | 1     | 1                  | 0                  | 0                  | Shenzhen                                                   |
| Slovaquie          | 1     | 0                  | 1                  | 0                  | Prague II                                                  |
| Total              | 27    | 20                 | 7                  | 0                  |                                                            |

### En double

#### Joueuses titrées
| Joueuse             | Nombre | Titres                          | GC | Premier5 | Premier | Intern. | 125 |
| ------------------- | ------ | ------------------------------- | -- | -------- | ------- | ------- | --- |
| Hsieh Su-wei        | 4      | Brisbane, Dubaï, Doha, Rome     |    | 2        | 2       |         |     |
| Barbora Strýcová    | 4      | Brisbane, Dubaï, Doha, Rome     |    | 2        | 2       |         |     |
| Tímea Babos         | 2      | Open d'Australie, Roland-Garros | 2  |          |         |         |     |
| Kristina Mladenovic | 2      | Open d'Australie, Roland-Garros | 2  |          |         |         |     |
| Demi Schuurs        | 2      | Cincinnati, Strasbourg          |    | 1        |         | 1       |     |
| Nicole Melichar     | 2      | Adélaïde, Strasbourg            |    |          | 1       | 1       |     |
| Desirae Krawczyk    | 2      | Acapulco, Istanbul              |    |          |         | 2       |     |
| Arantxa Rus         | 2      | Palerme, Linz                   |    |          |         | 2       |     |
| Tamara Zidanšek     | 2      | Palerme, Linz                   |    |          |         | 2       |     |
| Hayley Carter       | 2      | Newport Beach, Lexington        |    |          |         | 1       | 1   |
| Asia Muhammad       | 2      | Auckland, Indian Wells 125      |    |          |         | 1       | 1   |
| Luisa Stefani       | 2      | Newport Beach, Lexington        |    |          |         | 1       | 1   |
| Taylor Townsend     | 2      | Auckland, Indian Wells 125      |    |          |         | 1       | 1   |
| Laura Siegemund     | 1      | US Open                         | 1  |          |         |         |     |
| Vera Zvonareva      | 1      | US Open                         | 1  |          |         |         |     |
| Květa Peschke       | 1      | Cincinnati                      |    | 1        |         |         |     |
| Shuko Aoyama        | 1      | Saint-Pétersbourg               |    |          | 1       |         |     |
| Elise Mertens       | 1      | Ostrava                         |    |          | 1       |         |     |
| Aryna Sabalenka     | 1      | Ostrava                         |    |          | 1       |         |     |
| Ena Shibahara       | 1      | Saint-Pétersbourg               |    |          | 1       |         |     |
| Xu Yifan            | 1      | Adélaïde                        |    |          | 1       |         |     |
| Kateryna Bondarenko | 1      | Monterrey                       |    |          |         | 1       |     |
| Sharon Fichman      | 1      | Monterrey                       |    |          |         | 1       |     |
| Alexa Guarachi      | 1      | Istanbul                        |    |          |         | 1       |     |
| Lucie Hradecká      | 1      | Prague I                        |    |          |         | 1       |     |
| Nadiia Kichenok     | 1      | Hobart                          |    |          |         | 1       |     |
| Barbora Krejčíková  | 1      | Shenzhen                        |    |          |         | 1       |     |
| Sania Mirza         | 1      | Hobart                          |    |          |         | 1       |     |
| Giuliana Olmos      | 1      | Acapulco                        |    |          |         | 1       |     |
| Laura Ioana Paar    | 1      | Lyon                            |    |          |         | 1       |     |
| Kristýna Plíšková   | 1      | Prague I                        |    |          |         | 1       |     |
| Arina Rodionova     | 1      | Hua Hin                         |    |          |         | 1       |     |
| Storm Sanders       | 1      | Hua Hin                         |    |          |         | 1       |     |
| Kateřina Siniaková  | 1      | Shenzhen                        |    |          |         | 1       |     |
| Julia Wachaczyk     | 1      | Lyon                            |    |          |         | 1       |     |
| Lidziya Marozava    | 1      | Prague II                       |    |          |         |         | 1   |
| Andreea Mitu        | 1      | Prague II                       |    |          |         |         | 1   |
| Total               | 54     |                                 | 6  | 6        | 10      | 26      | 6   |

#### Premiers titres en carrière
| Joueuse          | Début de carrière | Premier tournoi |
| ---------------- | ----------------- | --------------- |
| Laura Ioana Paar | 2005              | Lyon            |
| Julia Wachaczyk  | 2010              | Lyon            |

#### Titres par nation
| Pays               | Nombre | Titre(s)                                                                                       |
| ------------------ | ------ | ---------------------------------------------------------------------------------------------- |
| États-Unis         | 8      | Auckland, Adélaïde, Newport Beach, Acapulco, Indian Wells 125, Lexington, Istanbul, Strasbourg |
| République tchèque | 6      | Shenzhen, Brisbane, Dubaï, Doha, Prague I, Cincinnati                                          |
| Pays-Bas           | 4      | Palerme, Cincinnati, Strasbourg, Linz                                                          |
| Taipei chinois     | 3      | Brisbane, Dubaï, Doha                                                                          |
| Allemagne          | 2      | Lyon, US Open                                                                                  |
| Biélorussie        | 2      | Prague II, Ostrava                                                                             |
| Brésil             | 2      | Newport Beach, Lexington                                                                       |
| France             | 2      | Open d'Australie, Roland-Garros                                                                |
| Hongrie            | 2      | Open d'Australie, Roland-Garros                                                                |
| Roumanie           | 2      | Lyon, Prague II                                                                                |
| Slovénie           | 2      | Palerme, Linz                                                                                  |
| Ukraine            | 2      | Hobart, Monterrey                                                                              |
| Australie          | 1      | Hua Hin                                                                                        |
| Belgique           | 1      | Ostrava                                                                                        |
| Canada             | 1      | Monterrey                                                                                      |
| Chili              | 1      | Istanbul                                                                                       |
| Chine              | 1      | Adélaïde                                                                                       |
| Inde               | 1      | Hobart                                                                                         |
| Japon              | 1      | Saint-Pétersbourg                                                                              |
| Mexique            | 1      | Acapulco                                                                                       |
| Russie             | 1      | US Open                                                                                        |

Note : Un titre remporté par une paire du même pays ne compte que pour un titre.

### Retraits du circuit
- Myrtille Georges (début septembre)[29]
- Julia Görges (fin octobre)[30]
- Jamie Hampton (fin mai)[31]
- Michaela Krajicek
- Johanna Larsson (fin février)[32]
- Ekaterina Makarova (fin janvier)[33]
- Jessica Moore (après l'Open d'Australie)[34]
- Pauline Parmentier (29/09/2020)[35]
- Magdaléna Rybáriková (fin avril)[36]
- Maria Sharapova (fin février)[37]
- Silvia Soler-Espinosa (mi-mai)[38]
- Anna Tatishvili (fin mars)[39]
- Caroline Wozniacki (après l'Open d'Australie)[40]